# Joe McCluskey
Joe McCluskey (eigentlich Joseph Paul McCluskey; * 2. Juni 1911 in South Manchester, Connecticut; † 31. August 2002 in Madison, Connecticut) war ein US-amerikanischer Langstrecken- und Hindernisläufer.
Nationale Titel errang er zweimal über 5000 m (1935, 1937), einmal über 10.000 m (1942), zweimal im 15-km-Straßenlauf (1941, 1942), neunmal über zwei Meilen bzw. 3000 m Hindernis (1930–1933, 1935, 1938–1940, 1943) und einmal im Crosslauf (1932). 1930 wurde er US-Hallenmeister über zwei Meilen.
Bei den Olympischen Spielen 1932 in Los Angeles gewann er im 3000-Meter-Hindernisrennen die Bronzemedaille. Nach den regulären 3000 m lag er auf dem Silberrang, jedoch absolvierten die Läufer aufgrund des Versehens eines Rundenzählers zusätzliche 460 m, auf denen McCluskey vom Briten Tom Evenson überholt wurde. McCluskey, der schon während des Rennens die Kampfrichter auf ihren Irrtum aufmerksam gemacht hatte, erhielt das Angebot eines Wiederholungsrennens. Er lehnte jedoch mit den Worten ab: „Ein Rennen hat nur eine Ziellinie.“
Vier Jahre später wurde er bei den Olympischen Spielen 1936 in Berlin in derselben Disziplin Zehnter. 1948 verpasste er als Fünfter bei den US-Ausscheidungskämpfen nur knapp eine weitere Olympiateilnahme.
Joe McCluskey war Absolvent der Fordham University und arbeitete drei Jahrzehnte lang in New York City als Aktienhändler. Außerdem war er Trainer beim New York Athletic Club, für den er in seiner aktiven Zeit gestartet war, und betätigte sich als Seniorensportler.